# 220 West 57th Street
220 West 57th Street (anteriormente conocida como Society House de la Sociedad Estadounidense de Ingenieros Civiles o ASCE Society House ) es un edificio en 57th Street en el Midtown Manhattan de Nueva York (Estados Unidos). Fue diseñado por Cyrus L. W. Eidlitz en el estilo neorrenacentista francés, con un anexo construido con diseños de Eidlitz y Andrew C. McKenzie. El edificio sirvió como sede de la Sociedad Estadounidense de Ingenieros Civiles (ASCE) desde 1897 hasta 1917.
220 West 57th Street tiene cuatro pisos de altura, con un sótano, aunque los dos pisos superiores solo cubren una parte del sitio. La fachada está hecha en gran parte de ladrillo vidriado blanco con ornamentación elaborada con piedra caliza de Indiana tallada. La segunda historia tiene una elíptica conopial arco con una ventana tripartita, mientras que la parte superior del edificio tiene una cornisa con modillones. El interior originalmente contenía un salón, una sala de lectura, un auditorio, oficinas y estanterías para la biblioteca de la ASCE. Cuando la ASCE se mudó, el interior se convirtió en espacio comercial y se instalaron escaleras mecánicas y ascensores.
El edificio se propuso a principios de 1895 para reemplazar la sede anterior de la ASCE, que estaba abarrotada de gente, y Eidlitz fue seleccionado como arquitecto como resultado de un concurso de diseño arquitectónico. El edificio se inauguró el 24 de noviembre de 1897 y se construyó un anexo entre 1905 y 1906 para acomodar la mayor asistencia de la ASCE. Después de mudarse, la ASCE continuó siendo propietaria de 220 West 57th Street hasta 1966, alquilando el espacio a salas de exhibición de automóviles y varios inquilinos de oficinas. El edificio también albergó un restaurante Schrafft's entre 1928 y la década de 1970, y Lee's Art Shop entre 1975 y 2016. La Comisión de Preservación de Monumentos Históricos de la Ciudad de Nueva York designó el edificio como un lugar emblemático de la ciudad en 2008.

## Sitio
220 West 57th Street está en el lado sur de 57th Street, entre Broadway y Seventh Avenue, dos cuadras al sur de Central Park, en el vecindario Midtown Manhattan de la ciudad de Nueva York. El sitio cubre aproximadamente 780 m². Mide 23 m de ancho, con una profundidad que va desde los 32,6 m en el lado este hasta 36 m en el lado occidental. El edificio tiene las direcciones alternativas 218-222 West 57th Street. [lower-alpha 1]
220 West 57th Street linda con 224 West 57th Street al oeste, y una plaza pública y 888 Seventh Avenue al este. Otros edificios cercanos incluyen la Central Park Tower al noroeste, la American Fine Arts Society (también conocida como el Liga de estudiantes de arte de Nueva York ) al norte, los Osborne Apartments al noreste, los Rodin Studios al este y 1740 Broadway al sur.
220 West 57th Street es parte de un centro artístico que se desarrolló alrededor de las dos cuadras de West 57th Street desde Sixth Avenue oeste hasta Broadway durante finales del siglo XIX y principios del XX, luego de la apertura del Carnegie Hall en la Séptima Avenida en 1891. El área contenía varias sedes de organizaciones como la American Fine Arts Society, el Lotos Club y la ASCE Society House. Además, en el siglo XX, el área era parte de la "Automobile Row" de Manhattan, un tramo de Broadway que se extendía principalmente entre Times Square en 42nd Street y Sherman Square en 72nd Street. A finales de la década de 1900 y principios de la década de 1910, se construyeron en las cercanías varias grandes salas de exhibición de automóviles, tiendas y garajes, incluido el edificio US Rubber Company en 1790 Broadway, la sala de exhibición BF Goodrich en 1780 Broadway y las salas de exhibición Aaron T. Demarest y Peerless Motor Company en 224. West 57th Street.

## Diseño
El edificio original, construido entre 1896 y 1897, fue diseñado por Cyrus L. W. Eidlitz en el estilo renacentista francés, como sede de la Sociedad Estadounidense de Ingenieros Civiles (ASCE). El anexo, construido entre 1905 y 1906, fue diseñado por Eidlitz y Andrew C. McKenzie. La estructura original fue construida por Charles T. Wills, y el anexo fue construido por William L. Crow. El diseño estaba destinado a complementar la Sociedad Estadounidense de Bellas Artes y el Carnegie Hall.
El frente del edificio está al norte, cerca de la entrada principal en la calle 57, mientras que la parte trasera del edificio está al sur. El edificio tiene cuatro pisos y un sótano, aunque el tercer y cuarto piso son más pequeños y solo ocupan la parte delantera del lote.

### Fachada

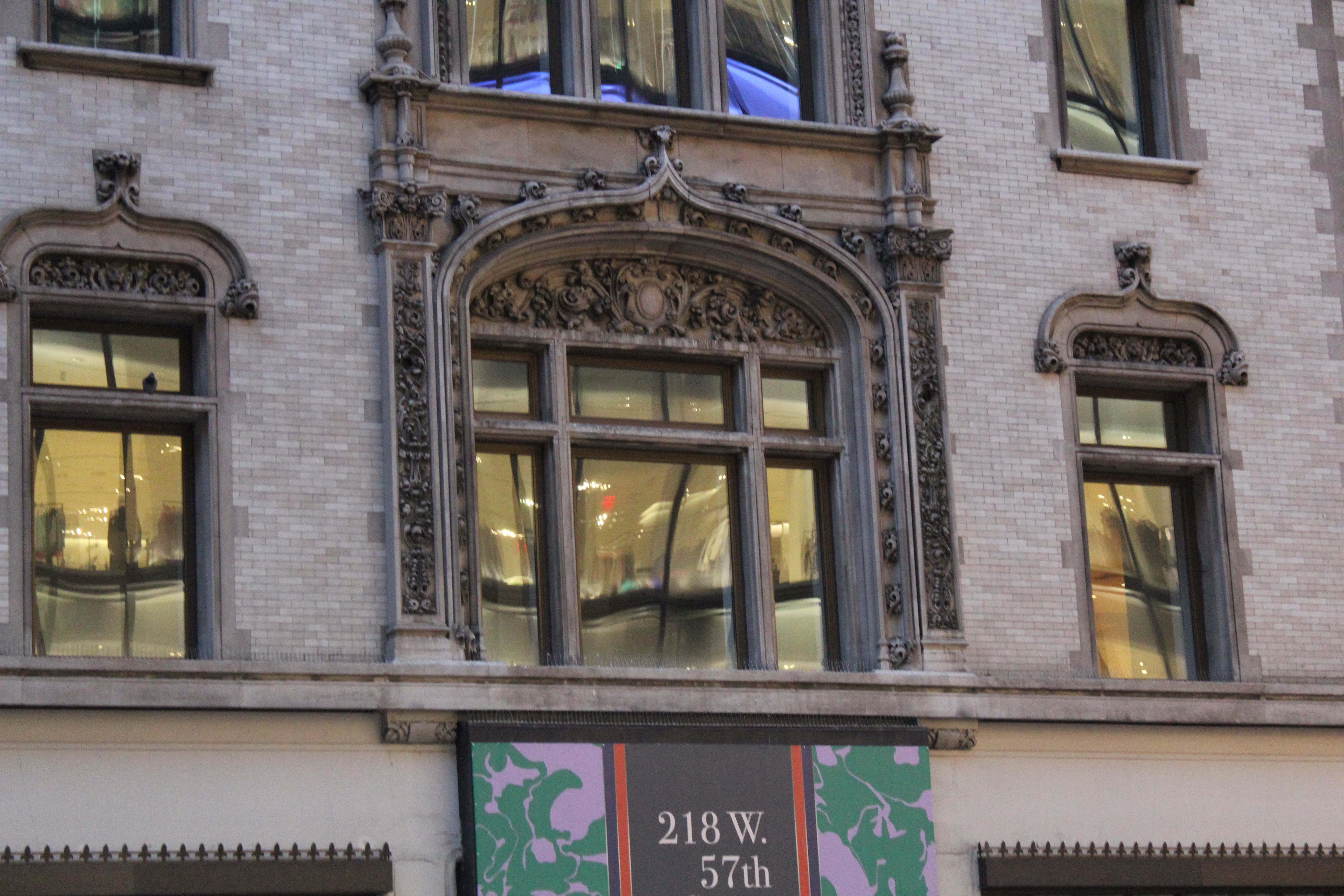
Detalle de ventana tripartita

La elevación principal, o lateral, del edificio mira al norte hacia la calle 57. La fachada de la planta baja está hecha de piedra caliza de Indiana, mientras que la de los pisos superiores está hecha principalmente de ladrillo blanco, con alguna decoración de piedra caliza. Visto desde la calle 57, las tres tramos verticales de la izquierda, o del lado este, son parte del edificio original. Las dos tramos del lado derecho u occidental forman parte del anexo. La bahía central del edificio original, la segunda más oriental en el diseño actual, es más ancha que las otras tramos. Las fachadas del edificio original y el anexo tienen cuñas verticales en sus bordes.
En el diseño original, la entrada central en el primer piso contenía una escalinata, con ventanas de dos partes a cada lado. El anexo también tenía originalmente un par de ventanas a nivel del suelo. El primer piso fue revestido de piedra durante una renovación de 1918, y las ventanas originales se colocaron con grandes ventanales. En el segundo piso, en el tramo central del edificio original, es un dosel conopial arco con una ventana tripartita y relieves ornamentales en el tímpano. Las otras ventanas del segundo piso tienen ventanas rectangulares, que están rematadas por dinteles en forma de arcos conopiales. En el tercer piso, el tramo central original tiene una ventana tripartita, mientras que las otras ventanas tienen ventanas rectangulares con pequeños alféizares y dinteles decorativos. En el diseño original, una hilera de bandas moldeada hecha de piedra se extendía horizontalmente entre el tercer y cuarto piso. Las ventanas rectangulares del cuarto piso se ampliaron en 1939 para que se extendieran hacia abajo en el curso de la banda. Hay una cornisa de piedra con modillón por encima de la cuarta planta.
El muro este, hecho de ladrillo, es visible desde la plaza hacia el este. Un letrero que anuncia Lee's Art Shop, un antiguo inquilino, está pintado en la pared este.

### Interior
El edificio tiene 2028 m² de espacio. Fue construido con una superestructura de vigas de acero y madera. Cuando fue utilizado por la ASCE, el sótano tenía una planta eléctrica y de calefacción que proyectaba 9,1 m debajo de la acera, así como salas de almacenamiento y publicación y un departamento de conserjes. El primer piso tenía una sala de recepción y un guardarropa a la izquierda de la entrada principal; la oficina de una secretaria a la derecha; y un salón en la parte trasera, ocupando todo el ancho del edificio y al que se accede por el pasillo principal. Una escalera principal conducía al segundo piso, que tenía una sala de lectura en la parte delantera y un auditorio en la parte trasera. Había oficinas ejecutivas y editoriales en el tercer piso. Las pilas de la biblioteca de la ASCE, en el cuarto piso, podrían contener más de 100 000 volúmenes. Debido a que no era probable que los dos pisos superiores se usaran mucho, el diseño original no incluía un elevador, pero había un elevador de libros entre el segundo y cuarto piso. La electricidad fue proporcionada por dos de 25 caballos (25,3 CV) motores de gas. Las áreas del salón y el auditorio se ampliaron en un 50% en la construcción del anexo de 1905-1906. Además, se construyó una escalera entre el salón y el auditorio.
Después de que la ASCE se mudó, el edificio se usó principalmente como espacio comercial y de oficinas. Se agregó una escalera de bronce y hierro para el restaurante Schrafft's en el edificio en 1928, y el antiguo auditorio se convirtió en espacio de almacenamiento. Además, se agregó un ascensor revestido de mármol en el segundo piso. El restaurante Schrafft's ocupaba el primer y segundo piso y podía albergar a 500 invitados. Cuando Lee's Art Shop renovó el edificio en 2002, se agregaron escaleras mecánicas entre el primer, segundo y tercer piso, y se construyeron un ascensor y una escalera desde el primer al cuarto piso. Muchos de los diseños de interiores originales fueron conservados o recreados por Lee's Art Shop.

## Historia
La ASCE fue fundada en 1852 y celebró sus primeras reuniones en el edificio del Departamento del Acueducto de Croton en City Hall Park, Manhattan. Las reuniones ocurrieron regularmente hasta 1855 cuando la sociedad suspendió sus actividades hasta 1867. La ASCE reconvocada se reunió en la Cámara de Comercio del Estado de Nueva York hasta 1875 cuando la sociedad se trasladó a 4 East 23rd Street. La ASCE se trasladó de nuevo en 1877 a 104 East 20th Street y en 1881 a 127 East 23rd Street. En la década de 1890, la sede de la ASCE en 127 East 23rd Street estaba superpoblada. Un historiador de la sociedad escribió que muchas reuniones regulares eran solo para estar de pie, mientras que sus convenciones anuales tenían que celebrarse en una iglesia porque las oficinas centrales eran insuficientes.

### Planificación y construcción
En mayo de 1895, la ASCE envió una circular a todos los miembros sobre la necesidad de una nueva Casa de la Sociedad. En la convención anual de la sociedad del mes siguiente, los miembros de la ASCE respondieron abrumadoramente a favor de una nueva Casa de la Sociedad, y el asunto se remitió a la Junta Directiva de la ASCE. Para octubre de 1895, la junta había seleccionado un sitio en 218-220 West 57th Street. El sitio estaba cerca del centro artístico establecido en la calle 57 y estaba bien comunicado por transporte público, y el borde este del sitio daba a lo que entonces era la Iglesia Presbiteriana Central.
La ASCE adquirió el sitio en enero de 1896 por 80 000 dólares. Inmediatamente después, la sociedad convocó a un comité para supervisar el diseño, la contratación y la construcción de su nueva Casa de la Sociedad. El comité estaba dirigido por George A. Just y estaba integrado por otros siete miembros, incluido William Rich Hutton. Los planes originales, con un costo de 90 000 dólares, fueron preparados por el vicepresidente de ASCE, Joseph M. Wilson, y se requirió salas de recepción y reuniones en el primer piso, oficinas en el segundo y la biblioteca de ASCE en el tercer piso. El costo total del proyecto fue de 45 000 dólares mayor que el costo anunciado en la circular, por lo que la ASCE comenzó a solicitar suscripciones para financiar el edificio. En marzo, la junta de ASCE decidió organizar un concurso de diseño arquitectónico en el que podrían participar los miembros de ASCE y algunos arquitectos "especialmente invitados". Se presentaron doce planos y el comité eligió el diseño de Eidlitz en mayo de 1896.
La excavación en el sitio de la Casa de la Sociedad comenzó el 9 de julio de 1896, y costó 4500 dólares. En ese momento, The New York Times informó que el edificio estaría hecho de ladrillo y granito, con detalles de terracota. Debido a las incertidumbres sobre la financiación, el comité de construcción de la ASCE retrasó la adjudicación de los contratos de construcción hasta que se eligió un nuevo presidente a fines de 1896. En noviembre, la Mutual Life Insurance Company de Nueva York acordó financiar el proyecto, otorgándole a la sociedad una hipoteca de 135 000 dólares. El mes siguiente, el nuevo presidente de la ASCE, Thomas Curtis Clarke, anunció que se había adjudicado un contrato de construcción a Charles T. Wills por 86 775 dólares. Se suponía que la Casa de la Sociedad estaría terminada en septiembre de 1897, pero la construcción se vio demorada aún más por las huelgas entre los yeseros y los instaladores de vapor que trabajaban en el proyecto.

### Sede de la ASCE

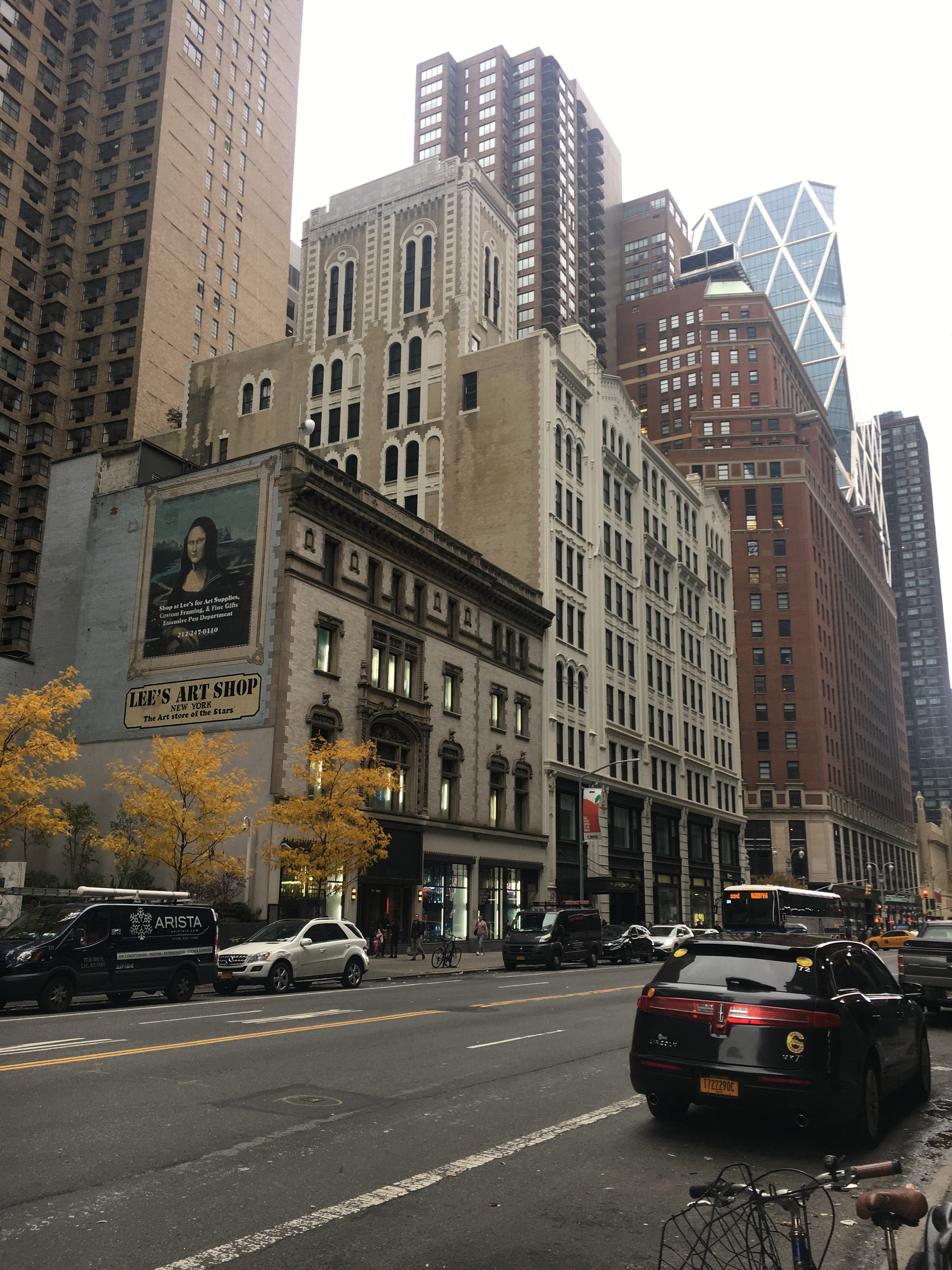
Visto desde el este, con 224 West 57th Street detrás de la antigua ASCE Society House

La Casa de la Sociedad de la ASCE se inauguró oficialmente el 24 de noviembre de 1897 y finalmente costó 206 284 dólares (unos 5 600 000 dólares de la actualidad). En la inauguración del edificio, Benjamin M. Harrod, presidente de ASCE, declaró que el edificio había sido diseñado como sede de una asociación profesional y no como casa club. La ASCE declaró en un panfleto que la Society House fue el primer edificio en los Estados Unidos que se construyó "únicamente para el uso de una sociedad de ingenieros profesionales". El comité encargado de supervisar la construcción de la casa de la sociedad se disolvió a finales de 1898, habiéndose completado su trabajo.
En 1903, Andrew Carnegie ofreció que donaría 1 millón de dólares para la construcción del nuevo Edificio de Sociedades de Ingeniería en 39th Street. Se invitó a la ASCE y a varias otras sociedades de ingenieros a participar en la construcción. Sin embargo, los miembros de la ASCE votaron en contra de unirse al Edificio de Sociedades de Ingeniería en marzo de 1904. En cambio, la junta decidió comprar un lote adicional al oeste de la ASCE Society House existente, que mide aproximadamente 7,6 por 35,1 m. Los planes para el anexo se presentaron en mayo, y el mes siguiente, la ASCE compró el lote adicional de Island Realty Company por más de 100 000 dólares. Ese diciembre, la ASCE creó un comité para supervisar la construcción de un anexo. Un contrato fue adjudicado a William L. Crow en mayo de 1905. El trabajo costó aproximadamente 61 000 dólares y se completó sustancialmente en el momento de la reunión anual de la ASCE en enero de 1906.
Después de que los propietarios del Edificio de Sociedades de Ingeniería pagaron la deuda de esa estructura en 1914, nuevamente invitaron a la ASCE a mudarse allí. Si la ASCE está de acuerdo, sería designada como una "sociedad fundadora" del Edificio de Sociedades de Ingeniería. La ASCE consintió y trasladó su sede al Edificio de Sociedades de Ingeniería en diciembre de 1917, después de que se erigieran dos pisos adicionales para la sociedad allí. La ASCE siguió siendo propietaria de 220 West 57th Street, lo que le permitió arrendar el edificio con grandes ganancias.

### Fila de automóviles
Después de la reubicación de la ASCE, la Junta Federal de Alimentos inmediatamente arrendó el espacio y se mudó a 220 West 57th Street en diciembre de 1917. Otro inquilino, la Comisión Nacional del Premio Agrícola, tuvo oficinas en el edificio entre 1917 y 1918.
La Ajax Rubber Company, en ese momento uno de los mayores fabricantes de neumáticos en los Estados Unidos, arrendó 220 West 57th Street en julio de 1918. Posteriormente, Arnold W. Brunner modificó la planta baja en las salas de exhibición de neumáticos del Ajax, y la renovación se completó en enero de 1919. Por lo tanto, el edificio se convirtió en una de las varias salas de exhibición de automóviles y neumáticos en Automobile Row. Elias A. Cohen arrendó el subyacente de la ASCE en 1926, con la intención de reemplazar la antigua Casa de la Sociedad con un rascacielos, aunque los planes no se concretaron. En julio de 1927 se abrió una sala de exposición de vehículos Stearns-Knight y Willys-Knight Willys, fabricante de vehículos Stearns-Knight y Willys-Knight, subarrendó la sala de ventas de Ajax el mes siguiente. La sala de ventas de Stearns-Knight solo funcionó durante un año. La filial de Ajax Racine Rubber Company, así como la Stearns-Knight Sales Corporation, permanecieron en el edificio al menos hasta 1935.

### Schrafft's y oficinas
FG Shattuck and Company arrendó todo el edificio en marzo de 1928. Doce meses después, la compañía abrió su restaurante Schrafft's de 500 asientos en el primer y segundo piso del edificio. El restaurante estaba cerca del Carnegie Hall y del distrito de los teatros de Manhattan, y operaba más de dieciséis horas al día. Incluía una parrilla en el segundo piso que atiende exclusivamente a hombres, así como espacios que se pueden alquilar para eventos. La Federación de Clubes de Mujeres del Estado de Nueva York trasladó su sede al cuarto piso del edificio en mayo de 1932. Después de que la Prohibición en los Estados Unidos fuera derogada en 1933, Shattuck solicitó una licencia de licor para el restaurante de 57th Street al año siguiente. El bar, conocido como Columbus Room, abrió sus puertas en 1936.
Los pisos tercero y cuarto se convirtieron en apartamentos en 1939, y Bloch & Hesse renovó el interior del restaurante al año siguiente. La sede de la Federación de Clubes de Mujeres, así como el restaurante Schrafft's, organizaron una variedad de cenas y eventos de recaudación de fondos durante la década de 1930 hasta la de 1950. El edificio también fue arrendado a otros inquilinos, como una agencia de viajes que ocupó el edificio de 1940 a 1970, así como a los enólogos Fromm & Sichel de 1946 a 1956.
La ASCE finalmente vendió su antigua Casa de la Sociedad en mayo de 1966 por 850 000 dólares, a un sindicato encabezado por George M. Horn. Dos años más tarde, Arlen Realty and Development Corporation adquirió 220 West 57th Street de Horn por aproximadamente 1 millón de dólares, y también compró varias parcelas adyacentes al este. Las parcelas adyacentes se utilizaron para el desarrollo de un rascacielos de 191 m en 888 Seventh Avenue, que se completó en 1971. Arlen conservó 220 West 57th Street y construyó una plaza pública de propiedad privada que separaba la antigua Casa de la Sociedad del nuevo rascacielos, para recibir un crédito de zonificación que permitió aumentar la altura máxima del rascacielos. Mientras tanto, Schrafft's estaba experimentando una recesión financiera en 1972, cuando vendió varios edificios y trasladó sus oficinas de contabilidad al 220 West 57th Street. Xenia Clubs International subarrendaron 1200 m² en el edificio el próximo año para sus oficinas ejecutivas.

### Lee's Art Shop y venta minorista de lujo

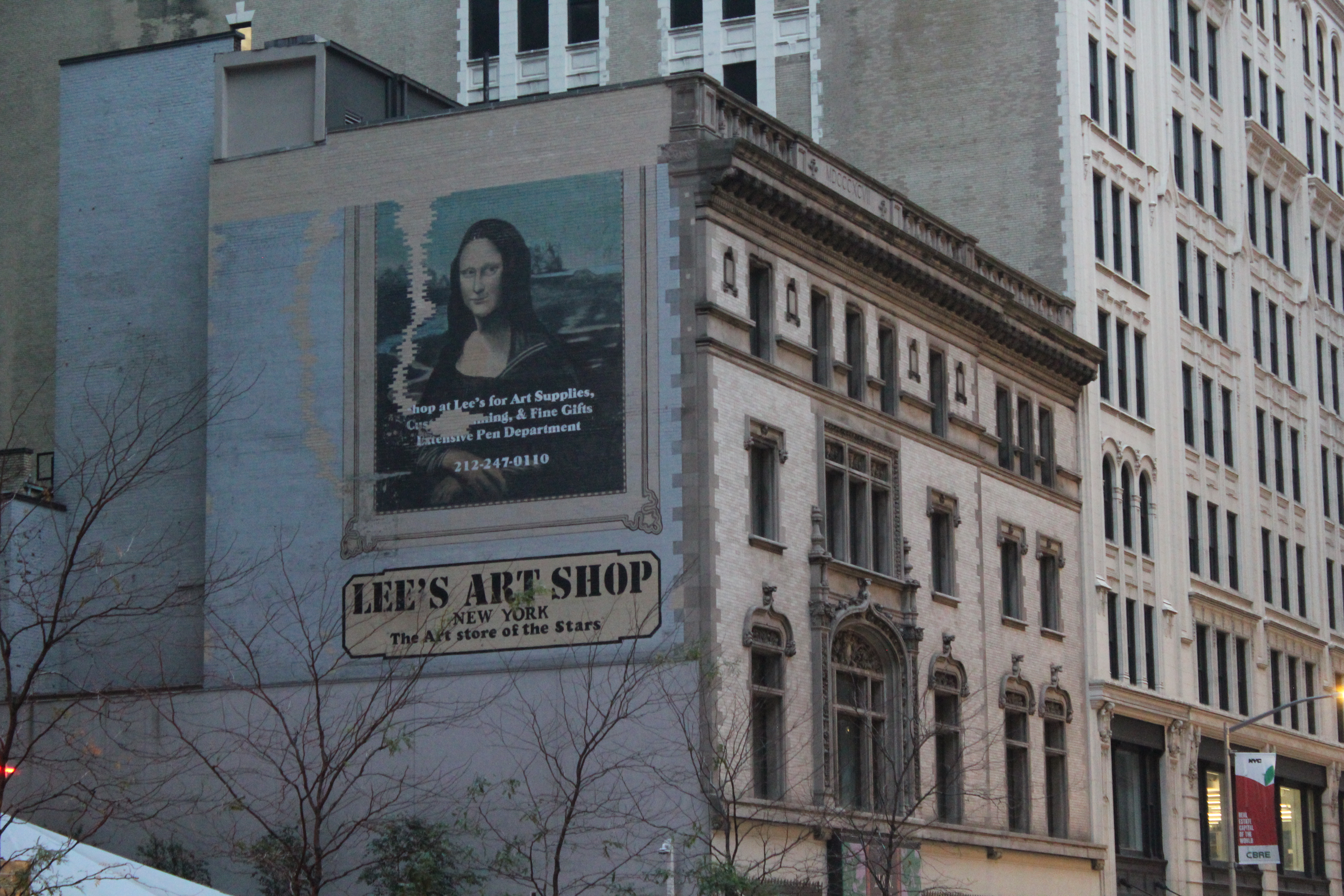
Anuncio de Lee's Art Shop en la fachada este

Lee's Art Shop alquiló un espacio en 220 West 57th Street en 1975. La tienda familiar, fundada por Gilbert y Ruth Steinberg en 1951, se había ubicado anteriormente al otro lado de la calle en Osborne. La mudanza había sido necesaria porque Lee's necesitaba diez veces el espacio de su ubicación anterior, lo que requería un diseño de planta abierta para la tienda. La reubicación incluyó la renovación del espacio con bóveda de cañón y la instalación de vitrinas de altura completa. Lee inicialmente ocupaba solo el primer piso, mientras que los pisos superiores permanecían en uso como oficinas. Los pisos superiores se alquilaron a inquilinos como el Departamento de Higiene Mental del estado y la Restaurant League de Nueva York, así como a empresas de relaciones públicas, contratistas de construcción y empresas que venden máquinas de escribir y equipos geriátricos. Los Steinberg compraron 220 West 57th Street de Arlen Realty en 1994 o 1995.
En 2000, Lee's Art Shop estaba restaurando las características originales del edificio. IBEX Construction realizó la renovación, que costó 8 millones de dólares. Después de que se completó el proyecto en 2002, el área de la tienda se amplió de 700 a 3200 m², y ocupaba los cuatro pisos de 220 West 57th Street. El negocio de muebles e iluminación de los Steinberg, en un edificio cercano, también se trasladó a los pisos superiores de 220 West 57th Street. Después de la muerte de Gilbert y Ruth Steinberg en 2008, la propiedad del edificio pasó a sus hijos David Steinberg y Jill Isaacs, quienes continuaron operando Lee's Art Shop. La Comisión de Preservación de Monumentos Históricos de la Ciudad de Nueva York designó 220 West 57th Street como un monumento oficial de la ciudad el 18 de diciembre de 2008.
Besen & Associates, los corredores, habían preguntado por primera vez sobre la voluntad de los Steinberg de vender la tienda en 2005, a lo que la familia se negó. Sin embargo, los niños Steinberg estaban más dispuestos a vender la tienda después de hacerse cargo de las operaciones de la tienda. En mayo de 2013, Joseph Safdieh firmó un contrato para comprar 220 West 57th Street de Steinberg e Isaacs por 65 millones de dólares. Dos meses después, Safdieh demandó a Steinberg e Isaacs por 10 millones de dólares por incumplimiento de un acuerdo de venta, y alegó que la tienda estaba usando ilegalmente los pisos superiores porque estaban divididos en zonas para uso de oficina. Posteriormente, la demanda fue desestimada y, en 2014, Thor Equities y General Growth Properties (GGP) contrataron el edificio por 85 millones de dólares. Esto llevó a Safdieh a demandar a Thor y GGP por supuestamente conspirar contra él en la venta, aunque las acusaciones contra Thor se retiraron posteriormente.
Steinberg e Isaacs, en su contrato con Thor y GGP, habían solicitado dos años y medio para cerrar sus operaciones, y Lee's Art Shop finalmente cerró a mediados de 2016. Ese junio, Thor y GGP finalizaron la compra del edificio, junto con 11 700 m² de derechos aéreos alrededor y por encima de la propiedad. Thor y GGP planearon renovar el interior en un espacio comercial de lujo por 20 millones de dólares. Para maximizar los ingresos minoristas en 220 West 57th Street, los nuevos propietarios optaron por esperar hasta después de 2019, cuando la tienda Nordstrom en la vecina Central Park Tower estaba programada para abrir. A finales de 2017 y principios de 2018, el edificio vacío se utilizó para una exhibición interactiva con el tema de la serie de televisión Downton Abbey. Al año siguiente, 220 West 57th Street se retomó con la película Trolls y la serie de televisión web Trolls: The Beat Goes On!, por un año.

## Recepción de la crítica
The Real Estate Record and Guide, en un artículo de 1897 que critica varias obras de arquitectura en West 57th Street, elogió el edificio por complementar a la Sociedad Estadounidense de Bellas Artes. Tanto el Iron Age como el Times elogiaron la fachada de piedra caliza de Indiana "ricamente tallada" del edificio. El Iron Age describió el edificio como una "adición notable a la lista cada vez mayor de hermosos edificios de Nueva York". El crítico de arquitectura Christopher Gray escribió en 2001 que "la fachada liviana y sofisticada del edificio encajaba perfectamente con el ambiente artístico de West 57th" cuando se completó.